# Calcinus seurati
Calcinus seurati är en kräftdjursart som beskrevs av Forest 1951. Calcinus seurati ingår i släktet Calcinus och familjen Diogenidae. Inga underarter finns listade i Catalogue of Life.